# Dvoted
Dvoted var en nordisk webbplats för unga filmare. Lanserad hösten 2006 av de fem Nordiska filminstituten är Dvoted den första helnordiska nätsatsningen på unga filmare som gjorts och ett av fyra större existerande samarbeten mellan de nordiska ländernas statliga filmorgan, tillsammans med Nordisk Film & TVfond, Filmkontakt Nord och Scandinavian Films. 
Dvoteds syfte är att hjälpa ungdomar och unga vuxna att komma vidare med filmproduktion, att göra film, söka filmskola, visa sina filmer på festival och annat. Till exempel finns guider och listor över filmfestivaler, filmskolor och andra filmresurser på dvoted. Det som framför något annat gör dvoted unikt är att det är den första och enda sajt av sitt slag där den professionella filmbranschen i alla de Nordiska länderna ställer upp på den unga generationen som "mentorer"  - genom att svara på frågor, ge kritik och råd till de unga hjälper proffsen till att få fram nya duktiga filmskapare.
Några som engagerat sig personligen i Dvoted är bland andra Lars von Triers producent Meta Foldager och Lukas Moodyssons klippare Michal Leszczylowski.